# Hau Do Suan
Hau Do Suan (*  1. November 1954) ist ein myanmarischer Diplomat, der seit 5. Juli 2016 ständiger Vertreter der Regierung in Naypyidaw nächst dem UNO-Hauptquartier in New York City ist.
Er ist Bachelor der Geschichte und Master der Öffentlichen Verwaltung der National University of Singapore.

## Werdegang
1979 trat er in den auswärtigen Dienst von Myanmar.
Von 1991 bis 1996 leitete er die Abteilung Internationale Organisationen des Ministeriums.
Von 1996 bis 1999 war er an der Botschaft in Canberra, Australien beschäftigt.
Von 1999 bis 2003 war er stellvertretender Direktor der Abteilung Ostasien und Pazifik im Außenministerium.
Von 2003 bis 2006 war er Gesandtschaftsrat in Peking.
Von 2004 bis 2005 hatte er Exequatur als myanmarischer Generalkonsul in Kunming in der Volksrepublik China.
Bis 2009 leitete er die Abteilung Naher Osten und Afrika.
Von 2009 bis 2013 war er stellvertretender Generaldirektor und dann Generaldirektor der politischen Abteilung im Außenministerium.
Von 10. Juni 2013 bis 5. Juli 2016 war er Botschafter in Ottawa, Kanada.
Am 27. Dezember 2019 stimmten von den 193 Mitgliedern der Generalversammlung der Vereinten Nationen 134 für, 9 gegen bei 28 Enthaltungen, für die Resolution, in der auch die Regierung von Myanmar aufgefordert wird, Sofortmaßnahmen zur Bekämpfung des Hasses gegen die Rohingya und andere Minderheiten in den Bundesstaaten Rakhaing-Staat, Kachin-Staat und Shan-Staat zu ergreifen.
Der UN-Botschafter für Myanmar, Hau Do Suan, nannte die Resolution „ein weiteres klassisches Beispiel für die selektive und diskriminierende Anwendung von Menschenrechtsnormen mit Doppelmoral“.
Er sagte, es sollte „unerwünschten politischen Druck“ auf Myanmar ausüben und habe nicht versucht, eine Lösung für „die komplexe Situation im Rakhine-Staat“ zu finden.
Er ist verheiratet und hat zwei Kinder.
| Vorgänger                   | Amt                                                                                             | Nachfolger    |
| --------------------------- | ----------------------------------------------------------------------------------------------- | ------------- |
| Kyaw Tin                    | Botschafter Myanmars in Kanada 10. Juni 2013 bis 21. November 2016                              | Kyaw Myo Htut |
| 19 September 2012: Tin Kyaw | Ständiger Vertreter der myanmarischen Regierung bei der UNO in New York City. seit 5. Juli 2016 | —             |